# Cantonul Nogent-sur-Marne
Cantonul Nogent-sur-Marne este un canton din arondismentul Nogent-sur-Marne, departamentul Val-de-Marne, regiunea Île-de-France, Franța.

## Comune
| Comune           | Populație (1999) | Cod poștal | Cod INSEE |
| ---------------- | ---------------- | ---------- | --------- |
| Nogent-sur-Marne | 28 191           | 94 130     | 94 052    |